# Кошинья
Кошинья или коксинья (порт. Coxinha) — блюдо бразильской кухни из курицы, происходящее из штата Сан-Паулу в Бразилии. Представляет собой обжаренные в масле кусочки теста на курином бульоне с использованием панировочных сухарей с начинкой из фарша или рубленого мяса из куриных бёдер. В начинку иногда добавляют сливочный сыр и другие компоненты. Кошинья имеет форму бедра курицы. Продаются в кафе, булочных и кондитерских. Также продаются в виде полуфабрикатов.
Название образовано от coxa «бедро» и суффикса -inha.
Появились в конце XIX века в Лимейра в штате Сан-Паулу. По устному преданию блюдо впервые приготовил повар бразильской принцессы Изабел, супруги Гастона Орлеанского, жившей на фазенде Морро-Азул (Morro Azul «Синий холм»).
Популярность кошинья приобрела при политике ускоренной индустриализации, которую с 1934 года проводил президент Жетулиу Варгас. В 1950-е годы популярность кошиньи распространилась на штаты Рио-де-Жанейро и Парана.